# Tadeusz Rychter

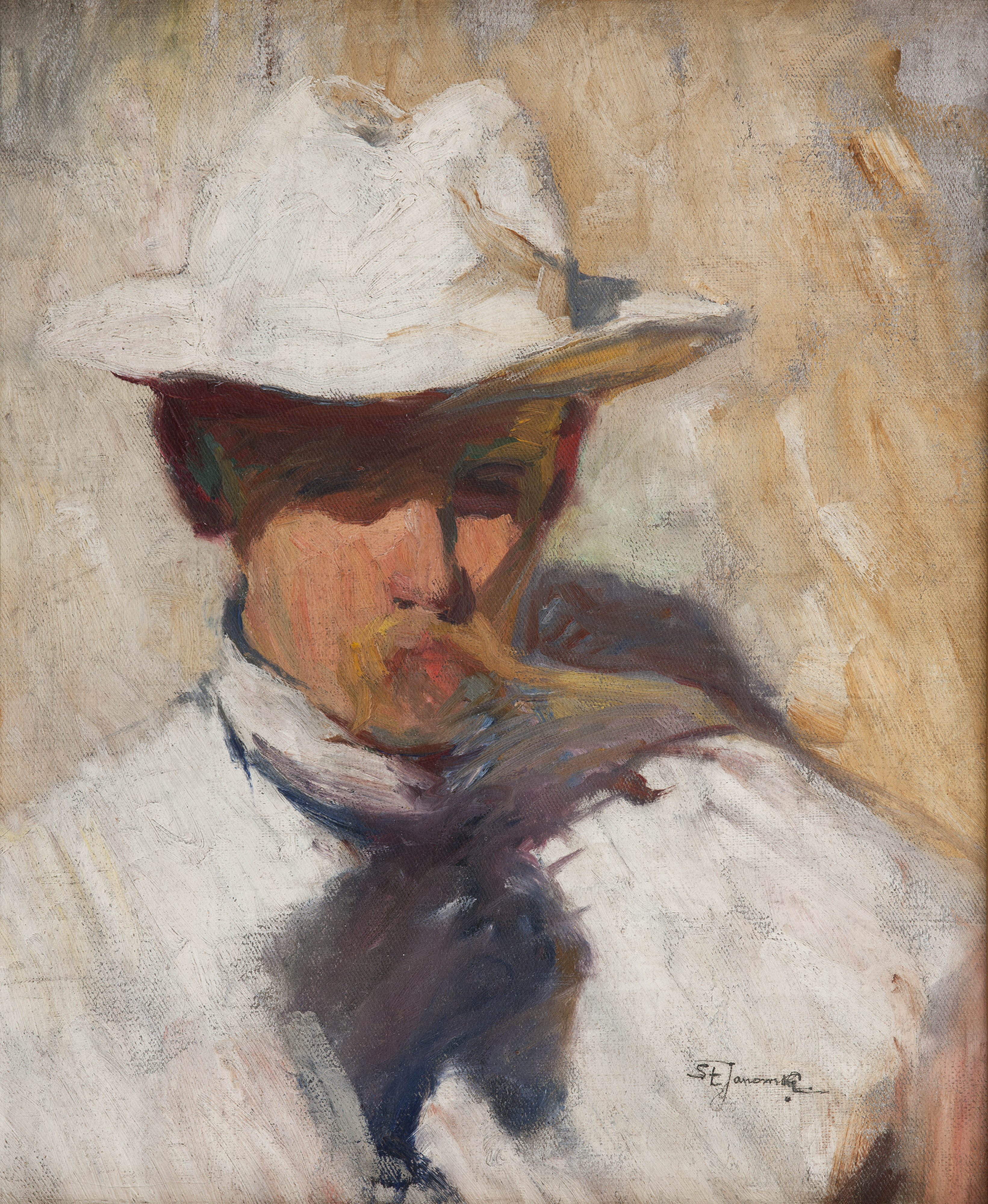
"Chân dung họa sĩ Tadeusz Rychter dưới ánh mặt trời", tranh chân dung của Stanisław Janowski

Tadeusz Rychter (sinh khoảng năm 1873 tại Lviv – mất năm 1943 tại Warsaw) là một họa sĩ người Ba Lan sống vào đầu thế kỷ 20. Ông nổi tiếng với những bức tranh vẽ Đất Thánh bằng màu nước.
Tadeusz Rychter học hội họa tại Học viện Mỹ thuật Jan Matejko ở Kraków. Ông kết hôn với họa sĩ Bronisława Janowska nhưng lại ruồng bỏ bà để sống với Anna May-Rychter, một họa sĩ người Đức xuất thân từ một gia đình quý tộc. Vì Tadeusz Rychter theo đạo Công giáo nên ông không được phép ly dị vợ, và do đó mà Tadeusz và Anna không thể kết hôn hợp pháp. Trong giai đoạn 1920-1923, họ sống ở Palestine. Khi ở Châu Âu, Tadeusz và Anna từng cộng tác với Rudolf Steiner trong việc xây dựng Goetheanum đầu tiên ở Thụy Sĩ. Cả hai đều là thành viên của nhóm họa sĩ "Aenigma".
Ở Palestine, Tadeusz Rychter kiếm sống bằng công việc khôi phục nghệ thuật trong các nhà thờ cổ và bán cho khách du lịch các bức tranh màu nước ông vẽ thánh địa Thiên Chúa giáo. Năm 1939, Tadeusz Rychter trở về quê hương vào thời điểm Đức xâm lược Ba Lan. Ông mất năm 1943 do bị Đức Quốc Xã sát hại.